# Marie Georges Humbert
Marie Georges Humbert (francès: Georges Humbert)  (París, 7 de gener de 1859 - París, 22 de gener de 1921) va ser un matemàtic i enginyer francès.

## Vida i Obra
Tot i haver nascut a París, els seus pares van morir quan encara era un infant i va ser educat pels seus avis que eren industrials al Franc Comtat, uns a Magny (prop de Lure) i els altres a Baignes (prop de Vesoul). Va fer el seus estudis primaris a l'escola de Lure i els secundaris als oratorians de Juilly. El 1877 va començar es seus estudis superiors a l'École Polytechnique, tot i haver quedat primer en els exàmens d'ingrés a l'École Normale Supérieure. En graduar-se, va continuar estudiant a l'École des mines fins a obtenir el títol d'enginyer.
Durant uns anys va exercir com enginyer de mines, primer a Vesoul i després a París, però a partir de 1884 va començar a fer de professor auxiliar d'anàlisi matemàtica a l'École Polytechnique. El 1895 va passar a ser professor titular de la mateixa especialitat. El 1904 va afegir-hi les seves classes al Collège de France, com a suplent de Camille Jordan, fins que el 1912 va ocupar la seva càtedra al Collège.
Humbert va escriure més de cent quaranta articles científics, a part dels seus celebrats llibres de text. Les seves obres completes van ser editades pel seu fill, Pierre Humbert, i Gaston Julia entre 1929 i 1936. Els seus treballs més importants versaven sobre anàlisi matemàtica i teoria de nombres. Concretament, les seves seves recerques es poden agrupar en tres períodes cronològics: primerament (1885-1898) es va interessar per la geometria de les corbes i superfícies algebraiques, a continuació va estudiar les funcions abelianes singulars i, finalment, va fer les seves recerques de natura aritmètica.